# Mosquée Ibn Rushd-Goethe
La mosquée Ibn Rushd-Goethe (allemand : Ibn-Rushd-Goethe-Moschee) est la seule mosquée libérale autoproclamée en Allemagne. Elle a été inaugurée en juin 2017 et porte le nom du polymathe andalou-arabe médiéval Ibn Rushd et de l'écrivain et homme d'État allemand Johann Wolfgang von Goethe. La mosquée a été fondée par Seyran Ateş, une avocate allemande et féministe musulmane d'origine kurde. La mosquée est qualifiée de libérale ; elle interdit de se couvrir le visage, elle permet aux femmes et aux hommes de prier ensemble et elle accepte les fidèles LGBT.

## Contexte
La mosquée est ouverte aux sunnites, chiites et autres musulmans. Les voiles intégraux comme les burqas ou les niqabs ne sont pas autorisés. Les hommes et les femmes prient ensemble dans la mosquée et les femmes ne sont pas obligées de porter un foulard. De plus, les musulmans gays et lesbiens sont autorisés à entrer dans la mosquée et peuvent également prier. C'est la première mosquée de ce type en Allemagne et l'une des premières en Europe ainsi que dans le monde entier,,.
La fondatrice Seyran Ateş déclare alors : « Nous avons besoin d'une exégèse historico-critique du Coran » et « une écriture du 7ème siècle ne doit pas et ne peut pas être prise à la lettre. Nous défendons une lecture du Coran orientée vers la miséricorde, l'amour de Dieu et surtout vers la paix ». La mosquée est un « lieu pour tous ceux qui ne respectent pas les règles et règlements des musulmans conservateurs ».

## Histoire
La mosquée est fondée par Seyran Ateş, une avocate et féministe allemande d'origine turque et kurde, le 16 juin 2017. Elle est nommée d'après le polymathe andalou-arabe Ibn Rushd (également connu sous le nom d'Averroès) et l'écrivain et homme d'État allemand Goethe.
Ateş déclare au magazine d'information Der Spiegel que « personne ne sera admis avec un voile de niqab ou de burqa. C'est pour des raisons de sécurité et nous pensons également que le voile intégral n'a rien à voir avec la religion, mais plutôt une déclaration politique ». Elle dit aux journalistes qu'elle avait été inspirée par Wolfgang Schäuble, le ministre allemand des Finances, qui lui avait dit que les musulmans libéraux devraient s'unir,.
En juillet 2022, la mosquée devient la première en Allemagne à hisser un drapeau arc- en-ciel, en soutien à la communauté LGBT,.
En octobre 2023, menacée par le terrorisme de l'État islamique (EI), la mosquée libérale annonce sa fermeture en 2024. La mosquée a été temporairement fermée quelques jours en raison de projets d'attentats de l'organisation terroriste. Dans un magazine en ligne de l'EI, la mosquée a été décrite comme un « lieu de culte du diable ». Afin de prendre les premières mesures de sécurité, la mosquée Ibn Rushd Goethe avait déjà basculé plusieurs rencontres vers des événements en ligne et ne les proposait plus sur place.
Plusieurs personnalités politiques se sont inquiétées de la fermeture de la mosquée.

## Réactions
À la suite de menaces massives après l'ouverture, les fondateurs de la mosquée ont commenté l'immense intimidation à laquelle les musulmans libéraux sont confrontés. Ils demandent tolérance et respect à l'égard de leur lecture du Coran. La sécurité personnelle du fondateur Ateş a dû être considérablement augmentée après évaluation par l'Office de la police criminelle de l'État de Berlin. En juillet 2017, Ateş rapporte qu'elle avait reçu environ 100 menaces de mort depuis l'ouverture de la mosquée.
Les médias de masse turcs présentent la mosquée Rushd-Goethe comme faisant partie du mouvement Gülen, une affirmation démentie par Ercan Karakoyun, président de la fondation affiliée à Gülen en Allemagne Stiftung Dialog und Bildung. L'affirmation est également démentie par la mosquée elle-même. Les médias turcs ont été critiques et Ateş a été la cible de menaces et d'hostilité, tant de la part de radicaux que d'ennemis et de critiques de l'islam, tant en Allemagne qu'à l'étranger.
L'institution de la fatwa en Égypte, le Conseil égyptien de la fatwa à l'Université al-Azhar, a qualifié la mosquée d'attaque contre l'islam, et une fatwa contre la mosquée a été déclarée. L'autorité religieuse turque et l'autorité égyptienne ont condamné son projet et elle a reçu des menaces de mort,. La fatwa englobait toutes les mosquées libérales présentes et futures. L'Université Al-Azhar s'oppose à la réforme libérale de l'islam et a émis la fatwa en raison de l'interdiction par la mosquée des voiles couvrant le visage tels que la burqa et le niqab dans ses locaux, permettant aux femmes et aux hommes de prier ensemble et acceptant les homosexuels.